# Cacajao melanocephalus
Cacajao melanocephalus — вид широконосих мавп родини сакієвих (Pitheciidae).

## Поширення
Вид поширений в Південній Америці. Трапляється в північно-західній Бразилії, південно-східній Колумбії та південно-західній Венесуелі. Мешкає в тропічних лісах Амазонки, особливо в сезонних лісах під назвою ігапо.

## Опис
Шерсть чорна, крім червоного черева, хвоста і верхніх кінцівок. Лице безволосе, зуби спеціалізовані для розгризання горіхів і насіння з твердою шкаралупою. Хвіст короткий, не використовується для хапання. Виражений статевий диморфізм, самиці трохи менші за самців. Маса дорослої тварини від 2,5 до 3,7 кг.

## Спосіб життя
Утворюють групи від 5 до 40 особин, іноді збираються у зграї до 100 особин. Активні вдень. Пересуваються по землі на чотирьох кінцівках, добре лазять по деревах. Дитинчата народжуються досить великими. Після народження до півторарічного віку дитинчата залишаються з матір'ю, чіпляючись за її спину або черево. Раціон включає переважно насіння, горіхи і фрукти. Також поїдають листя і комах. Мають великі ікла, що дозволяють їм розгризати насіння з твердою шкаралупою, і різці, за допомогою яких вони дроблять оболонку плодів і горіхів, добираючись до їстівної серцевини.